# Dibrometo de Bis-Picolinilmoxi
Dibrometo de Bis-Picolinilmoxi é um agente químico sintético de formulação C32H54Br2N6O4.